# Gau-Köngernheimer Ried
Das Naturschutzgebiet Gau-Köngernheimer Ried liegt im Landkreis Alzey-Worms in Rheinland-Pfalz.
Das 30 ha große Gebiet, das im Jahr 1990 unter Naturschutz gestellt wurde, erstreckt sich südlich der Ortsgemeinde Gau-Odernheim direkt östlich anschließend an Gau-Köngernheim. Unweit westlich verläuft die Landesstraße L 406, unweit östlich die L 414. Im nördlichen Bereich des Gebietes fließt die Selz am westlichen Rand, im südlichen Bereich fließt sie durch das Gebiet hindurch.
Der Schutzzweck ist die Erhaltung und Entwicklung eines ökologisch bedeutsamen Bereichs der Selzniederung mit naturnahem Bachlauf, schilfreichen Gräben, Gehölzen einschließlich Kopfbäumen, Mähwiesen Hochstauden- und Röhrichtsäumen sowie grundfeuchten Ackerflächen als Standorte typischer und seltener wildwachsender Pflanzenarten, Lebens- und Teillebensräume, Rast-, Nahrungs- und Trittsteinbiotope für typische und seltene in ihrem Bestand bedrohte Tierarten sowie entsprechender Lebensgemeinschaften im Gesamtverband eines den Einzugsbereich der Selz umfassenden Biotopsystems.